# Bill Allison (cầu thủ bóng đá)
William Martin Laws Allison (13 tháng 1 năm 1908 – 1981) là một cầu thủ bóng đá người Anh có 173 lần ra sân ở Football League thi đấu ở vị trí hậu vệ trái cho Clapton Orient, Darlington và Hartlepools United trong thập niên 1930. Ông đầu quân cho Arsenal, nhưng không thi đấu ở giải vô địch, và thi đấu bóng đá non-league cho các câu lạc bộ bao gồm Shildon, Eden Colliery Welfare, Walker Celtic và Spennymoor United.